# راي كالدويل
راي كالدويل (بالإنجليزية: Ray Caldwell) هو لاعب كرة قاعدة أمريكي، ولد في 26 أبريل 1888 في Corydon Township, McKean County, Pennsylvania ‏ في الولايات المتحدة، وتوفي في 17 أغسطس 1967 في سالامانكا في الولايات المتحدة.

## وصلات خارجية
- راي كالدويل على موقعبيزبول رفرنس.كوم (الدوري الرئيسي) (الإنجليزية)
- راي كالدويل على موقعبيزبول رفرنس.كوم (الدوري الثانوي) (الإنجليزية)
- راي كالدويل على موقع جمعية أبحاث البيسبول الأمريكية (الإنجليزية)